# Medaillespiegel van de Paralympische Winterspelen 2014
Op de Paralympische Winterspelen 2014 in Sotsji werden op 72 onderdelen gouden, zilveren en bronzen medailles uitgereikt. In de tabel op deze pagina staat de medaillespiegel. De Paralympische Winterspelen vonden plaats van 7 tot 16 maart 2014. 
Het IPC stelt officieel geen medaillespiegel op, maar geeft desondanks een medailletabel ter informatie. In de spiegel wordt eerst gekeken naar het aantal gouden medailles, vervolgens de zilveren medailles en tot slot de bronzen medailles.

## Medaillespiegel
In de tabel heeft het gastland een blauwe achtergrond. Het hoogste aantal medailles in elke categorie is vetgedrukt.
| Plaats | Land             | NOC | Goud | Zilver | Brons | Totaal |
| ------ | ---------------- | --- | ---- | ------ | ----- | ------ |
| 1      | Rusland          | RUS | 30   | 28     | 22    | 80     |
| 2      | Duitsland        | GER | 9    | 5      | 1     | 15     |
| 3      | Canada           | CAN | 7    | 2      | 7     | 16     |
| 4      | Oekraïne         | UKR | 5    | 9      | 11    | 25     |
| 5      | Frankrijk        | FRA | 5    | 3      | 4     | 12     |
| 6      | Slowakije        | SVK | 3    | 2      | 2     | 7      |
| 7      | Japan            | JPN | 3    | 1      | 2     | 6      |
| 8      | Verenigde Staten | USA | 2    | 7      | 9     | 18     |
| 9      | Oostenrijk       | AUT | 2    | 5      | 4     | 11     |
| 10     | Groot-Brittannië | GBR | 1    | 3      | 2     | 6      |
| 11     | Noorwegen        | NOR | 1    | 2      | 1     | 4      |
| 11     | Zweden           | SWE | 1    | 2      | 1     | 4      |
| 13     | Spanje           | ESP | 1    | 1      | 1     | 3      |
| 14     | Nederland        | NED | 1    | 0      | 0     | 1      |
| 14     | Zwitserland      | SUI | 1    | 0      | 0     | 1      |
| 16     | Finland          | FIN | 0    | 1      | 0     | 1      |
| 16     | Nieuw-Zeeland    | NZL | 0    | 1      | 0     | 1      |
| 18     | Wit-Rusland      | BLR | 0    | 0      | 3     | 3      |
| 19     | Australië        | AUS | 0    | 0      | 2     | 2      |

stand per 16-3-2014
Medaillespiegel Zomerspelen

1960 · 1964 · 1968 · 1972 · 1976 · 1980 · 1984 · 1988 · 1992 · 1996 · 2000 · 2004 · 2008 · 2012 · 2016 · 2020

Medaillespiegel Winterspelen

1976 · 1980 · 1984 · 1988 · 1992 · 1994 · 1998 · 2002 · 2006 · 2010 · 2014 · 2018